# Herrenholz und Schöppinger Berg
Herrenholz und Schöppinger Berg este o arie protejată (arie specială de conservare — SAC, sit de importanță comunitară — SCI) din Germania întinsă pe o suprafață de 193,34 ha, integral pe uscat.

## Localizare
Centrul sitului Herrenholz und Schöppinger Berg este situat la coordonatele 52°06′31″N 7°16′24″E / 52.1086°N 7.2733°E.

## Înființare
Situl Herrenholz und Schöppinger Berg a fost declarat sit de importanță comunitară în martie 2001 pentru a proteja un număr necunoscut de specii din flora spontană și fauna sălbatică aflate în arealul zonei. Situl a fost protejat și ca arie specială de conservare în august 2016.

## Biodiversitate
Situată în ecoregiunea atlantică, aria protejată conține 1 habitat natural: Păduri de fag Asperulo-Fagetum.
La baza desemnării sitului se află un număr nedeclarat de specii protejate.
Pe lângă speciile protejate, pe teritoriul sitului au mai fost identificate 3 specii de plante, 1 specie de mamifere.